# Severn Bridge
Il Severn Bridge (in gallese Pont Hafren) è un ponte sospeso autostradale che attraversa il fiume Severn e il fiume Wye, collegando l'Inghilterra e il Galles.
Costruito in tre anni e mezzo a un costo di 8 milioni di sterline, il ponte ha sostituito l'Aust Ferry.
Il ponte è stato inaugurato l'8 settembre 1966 dalla regina Elisabetta II.

## Descrizione
Il complesso del Severn Bridge è in realtà composto da quattro strutture:
- Il Wye Bridge, verso il Galles, è un ponte strallato di 408 metri che attraversa il fiume Wye. La campata centrale di 234 metri è sorretta da due piloni posti al centro della carreggiata, ai quali sono ancorate due serie di cavi che sorreggono l'impalcato. In origine vi era un'unica serie di cavi di ancoraggio, raddoppiati nel 1987 durante alcuni lavori di rinforzo nei quali è stata aumentata l'altezza dei piloni di ancoraggio.[4][5]
- Il viadotto di Beachley, lungo 745 metri, situato al di sopra della penisola di Beachley, dove si trova un campo dell'esercito britannico. L'impalcato è costituito da una trave scatolare in acciaio simile a quella del ponte principale, che poggia su una serie di cavalletti in calcestruzzo.
- Il Severn Bridge, un ponte sospeso con una campata centrale di 988 metri al di sopra del fiume Severn.[6]
- Il viadotto di Aust, lungo 157 metri, che collega la pila di ancoraggio occidentale del Severn Bridge con la collina di Aust.[7]

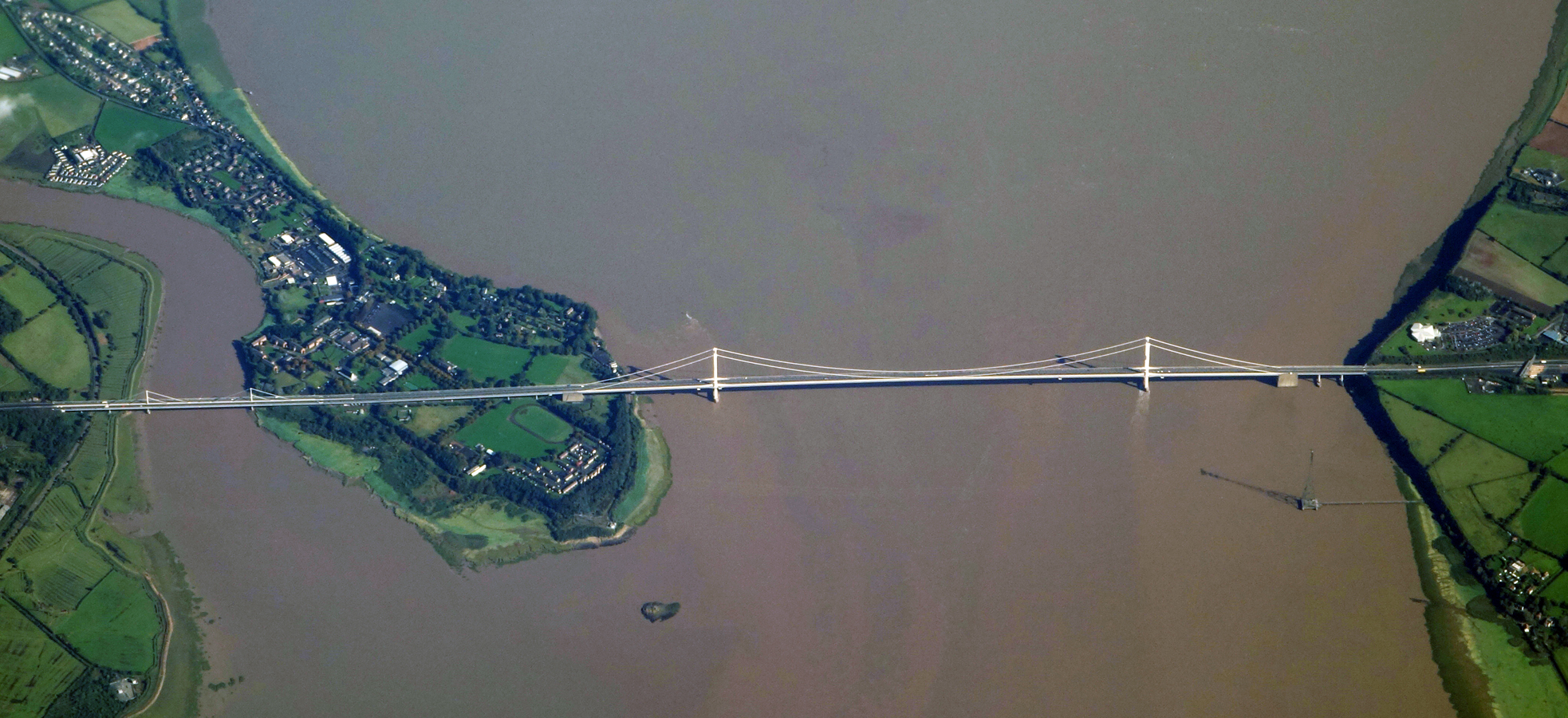
L'attraversamento del fiume Severn. Da sinistra verso destra: il Wye Bridge, il Viadotto di Beachley, il Severn Bridge e il Viadotto di Aust.